# کوون یونگ-جون
کوون یونگ-جون (انگلیسی: Kweon Young-jun؛ زادهٔ ۲۹ مارس ۱۹۸۷) شمشیرباز اهل کره جنوبی است.